# Lovtidende
Lovtidende er et tidsskrift der udgives af den danske regering (Civilstyrelsen) som et dagblad, med det formål, at give den danske stats retsakter bindende virkning overfor almenheden. Således kan statsmagten ikke støtte ret på en retsakt, før end denne er blevet offentliggjort (kundgjort) i Lovtidende.
Lovtidende er blevet udgivet siden 1. januar 1871,
hvor det erstattede Departementstidende, og består af tre afdelinger:
- Afdeling A indeholder alle love, bekendtgørelser og anordning, bortset fra dem, der udkommer i afdeling B
- Afdeling B indeholder finanslove, tillægsbevillingslove og normeringslove
- Afdeling C indeholder traktater

Lovtidende blev oprindeligt udgivet i en trykt udgave, men udgives i dag elektronisk. 
Det er normalt, at love kundgøres dagen efter de stadfæstes, ligesom bekendtgørelser og anordninger kundgøres, der aktiverer love helt eller delvist, ligeledes normalt kundgøres dagen efter udstedelse. Det betyder, at Lovtidende kan udkomme lørdage, søndage og helligdage. En række administrative retsakter udgives ikke i Lovtidende men i Ministerialtidende, herunder cirkulærer og anstaltsanordninger.